# Dóra Gyõrffy
Dóra Gyõrffy (ur. 23 lutego 1978 w Budapeszcie) – węgierska lekkoatletka, specjalizująca się w skoku wzwyż.

## Osiągnięcia
- srebrny medal mistrzostw świata juniorów (Sydney 1996)
- 5. miejsce na halowych mistrzostwach świata (Lizbona 2001)
- 7. lokata podczas mistrzostw świata (Edmonton 2001)
- srebro halowych mistrzostw Europy (Wiedeń 2002)
- złoty medal Uniwersjady (Daegu 2003)
- 1. miejsce w I lidze Pucharu Europy (Saloniki 2006)

W 2000 Gyõrffy reprezentowała swój kraj podczas igrzysk olimpijskich w Sydney, 10. miejsce w swojej grupie eliminacyjnej nie dało jej awansu do finału.

## Rekordy żcyiowe
- skok wzwyż - 2 (2001) rekord Węgier
- skok wzwyż (hala) - 1,97 (2000 I 2002)